# El Corte
El Corte är en ort i Mexiko.   Den ligger i kommunen Isla och delstaten Veracruz, i den sydöstra delen av landet, 400 km öster om huvudstaden Mexico City. El Corte ligger 13 meter över havet och antalet invånare är 205.
Terrängen runt El Corte är mycket platt. Runt El Corte är det ganska tätbefolkat, med 52 invånare per kvadratkilometer. Närmaste större samhälle är Tesechoacan, 13,0 km sydväst om El Corte. Trakten runt El Corte består till största delen av jordbruksmark.